# Parthenay
Parthenay là một xã nằm ở tỉnh Deux-Sèvresin trong vùng Nouvelle-Aquitaine nước Pháp. Xã này có khoảng cách 40 km về phía bắc Niort, 50 km (31 mi) về phía tây Poitiers, 120 km (75 mi) về phía đông nam Nantes, và 350 km (220 mi) về phía tây nam Paris.